# Pierre Khantine
 (avril 2014).
Pierre Khantine résistant français (Paris, 18 décembre 1915 - Azerat, 31 mars 1944). Professeur à l’École navale, il fut révoqué par les lois raciales du Régime de Vichy. Il fut commissaire régional des EIF en zone non occupée, il participa activement à la confection de faux papiers et au camouflage des enfants.

## Biographie
Pierre Khantine, est né le 18 décembre 1915 de parents juifs d'origine russe. Admis à l'École normale supérieure, il est reçu deuxième à l'agrégation de mathématiques, puis nommé en 1938 et 1939 professeur à l'École navale. 
Avec le déclenchement de la guerre, il se fait nommer professeur de mathématiques spéciales au lycée Thiers de Marseille,. À la suite de la promulgation des lois raciales de Vichy interdisant les Juifs dans l'enseignement, il est exclu de sa profession. Il entre alors en Résistance. 

### Résistance
En été 1942, il est chargé de mission au sein de la "Sixième", branche clandestine des EIF. Il devient le commissaire régional des EIF en zone non occupée. Il est par ailleurs professeur au centre artisanal de Moissac, où les EIF (responsables, adolescents et enfants) se sont regroupés après avoir fui la zone occupée par les Allemands. Il est aussi chargé de la fabrication de faux papiers pour les personnes juives en danger dans cette région. Il participe à la recherche de lieux pour cacher des enfants et des adultes. Après l'occupation de la zone Sud par les Allemands le 11 novembre 1942, et devant le danger grandissant, la Sixième décide de disperser les enfants et adolescents du centre de Moissac. Pierre Khantine marié depuis peu à Paulette Benroubi qui faisait partie elle aussi du réseau la Sixième, partent pour Rouffignac (Dordogne). Le maire de la localité leur fournit des fausses cartes d'identité. Un Français le dénonce aux Allemands. 

### Arrestation
Le 31 mars 1944, la division Brehmer vient au bourg de Rouffignac pour combattre le maquis FTP qui y a installé un commandement. Il est arrêté et fusillé dans le cimetière d'Azerat (Dordogne). Les quatre gendarmes présents à Rouffignac furent déportés au camp de Buchenwald où ils moururent. 
En fin de journée, un incendie détruisit cent quarante-quatre bâtiments dont la mairie, la gendarmerie et l’école. Seule l'église, où les Allemands avaient enfermé à l'abri les femmes et les enfants, est épargnée. Le 5 mars 1945, le général Charles de Gaulle est venu en visite à Rouffignac, et en 1948 la croix de guerre a été attribuée à la commune.

## Hommage
Le nom de Pierre Khantine est gravé sur les monuments aux morts de Rouffignac et d'Azerat, ainsi qu'à l'École normale supérieure de Paris.
L'école primaire de Rouffignac-Saint-Cernin-de-Reilhac porte son nom.